# Светла Райчева
Светла Найденова Райчева е българска химичка, професор, доктор на химическите науки.

## Биография
Родена е на 29 август 1929 г. във Варна. Завършва първа софийска девическа гимназия с отличен успех. По-късно завършва Химикотехнологическия институт „Д. И. Менделеев“ в Москва. От 1952 г. започва работа в катедрата по физикохимия на Висшия химичнотехнологичен институт в София. През 1962 г. защитава кандидатска (докторска) дисертация под ръководството на проф. Стефан Христов. След това специализира в Лабораторията по електрохимия на галия в Париж, а две години по-късно и в Института по електрохимия в Москва. През 1974 и 1990 г. специализира в Бон, Германия. Дисертацията ѝ е в областта на електрохимията на галия. От 1967 г. е доцент, а от 1975 г. и професор. От 1970 до 1976 г. е заместник-ректор по учебната част на Висшия химикотехнологичен институт (ВХТИ) в София. Тя е сред предложилите и председател на Комитета по корозията към Научно-техническия съюз през 1976 г. Остава на председателската позиция до 1986 г. Между 1976 и 1984 г. ръководи катедрата по физикохимия там. От 1978 до 1990 г. е заместник-председател на Централното ръководство на Съюза на химиците в България, а от 1986 до 1990 г. член на ръководството на Съюза на учените в България. В периода 1986 – 1989 г. е ректор на Института. Главен редактор е на сп. „Химия и индустрия“ (1980 – 1990), Води лекции по физикохимия, квантова химия, електрохимия във ВХТИ. Освен там преподава в Нов български университет, Славянския университет и Великотърновския университет. Основната ѝ област на интереси е корозията на металите.
Умира на 18 март 2007 г. Носител е на ордените „Св. св. Кирил и Методий“, Златен орден на труда, както и на Огърлица на ВХТИ и други. Почетен член на Съюза на българските химици.